# 村上重夫
村上 重夫（むらかみ しげお、1913年7月3日 - 1945年）は、愛知県名古屋市出身のプロ野球選手（外野手）。

## 来歴・人物
名古屋千種小学校卒業。中京商業（現・中京大学附属中京高等学校）在学中は、甲子園に4回出場（春2回〔1931年，1932年〕、夏2回〔1931年，1932年〕）。中京商はこの期間中に優勝2回（1931年夏，1932年夏
。尚、村上卒業後の1933年夏も制覇して、史上初の3連覇を成し遂げた。吉田正男の項も参照。）、準優勝1回（1931年春）、ベスト4・1回（1932年春）の実績を残しており、村上も中堅手として大きく貢献した。1931年と1932年の春の大会では優秀選手賞を受賞した。
中京商業卒業後は、明治大学に進学。ここでも、東京六大学リーグで、1937年春・秋，1938年春・秋季リーグの明大4連覇に貢献した。大学在学中の1938年には第12回都市対抗野球大会に田村駒（大阪市代表）の選手として出場し、4打数2安打の成績（但し、チームは初戦負け）。翌1939年にも第13回都市対抗野球大会に太陽レーヨンの選手（前年に田村駒と太陽レーヨンは合同チームで出場したが、この年は太陽レーヨンが大阪市代表。田村駒は庄内田村駒〈庄内町、現豊中市代表〉として出場し、準優勝した。田村駒治郎の項も参照。）として出場し、6打数2安打の成績を残した（チームはベスト8）。
都市対抗野球での活躍が認められ、太陽レーヨン・田村駒のオーナーだった田村駒治郎に誘われる形で、田村が資本参加していたプロ野球球団・ライオン軍に1940年7月29日入団。満州リーグ戦から試合に出場した。満州では苦戦したものの、日本に帰国すると、一時は打率を3割台にまで載せた（その後失速し、シーズン終了時には2割を切っていた）。打順は主に1番・2番の「斬り込み隊長」役だった。
翌1941年も外野手としてレギュラー出場していたが、7月17日の大洋戦（西宮球場）を最後に、応召された。1945年（正確な月日は不明）、フィリピン・レイテ島で戦死。数え33歳没。東京ドーム敷地内にある鎮魂の碑に、彼の名前が刻まれている。

## 詳細情報

### 年度別打撃成績
| 年 度     | 球 団         | 試 合 | 打 席 | 打 数 | 得 点 | 安 打 | 二 塁 打 | 三 塁 打 | 本 塁 打 | 塁 打 | 打 点 | 盗 塁 | 盗 塁 死 | 犠 打 | 犠 飛 | 四 球 | 敬 遠 | 死 球 | 三 振 | 併 殺 打 | 打 率 | 出 塁 率 | 長 打 率 | O P S |
| --------- | ------------- | ----- | ----- | ----- | ----- | ----- | -------- | -------- | -------- | ----- | ----- | ----- | -------- | ----- | ----- | ----- | ----- | ----- | ----- | -------- | ----- | -------- | -------- | ----- |
| 1940      | ライオン 朝日 | 37    | 152   | 131   | 12    | 24    | 1        | 0        | 0        | 25    | 1     | 2     | --       | 4     | 0     | 16    | --    | 1     | 14    | --       | .183  | .277     | .191     | .468  |
| 1941      | ライオン 朝日 | 31    | 115   | 99    | 6     | 18    | 3        | 0        | 0        | 21    | 3     | 4     | --       | 5     | --    | 11    | --    | 0     | 4     | --       | .182  | .264     | .212     | .476  |
| 通算：2年 | 通算：2年     | 68    | 267   | 230   | 18    | 42    | 4        | 0        | 0        | 46    | 4     | 6     | --       | 9     | 0     | 27    | --    | 1     | 18    | --       | .183  | .271     | .200     | .471  |

- ライオン（ライオン軍）は、1941年に朝日（朝日軍）に球団名を変更

### 背番号
- 10 （1940年）[8]
- 16 （1941年）[9]